# Mohammed El Yaagoubi
Mohammed El Yaagoubi, més conegut com a Moha (àrab: محمد اليعقوبي, Muḥammad al-Yaʿqūbī) (Taourirt, Marroc, 12 de setembre de 1977) és un exfutbolista marroquí que ocupava la posició de migcampista o lateral defensiu.

## Trajectòria
Va debutar al FC Santboià després de ser fitxat pel FC Barcelona B. La temporada 2000-01 va donar el salt a Primera Divisió fitxant pel CA Osasuna que en les dues següents temporades el va cedir al Llevant UE i a l'Elx CF. En el seu retorn a l'equip navarrés, va viure una final de Copa del Rei la qual van perdre davant del Betis l'any 2005. En el 2006 va fitxar pel RCD Espanyol on va jugar dues temporades. La temporada 2008-09 va fitxar per la Reial Societat on només va jugar una campanya. La temporada següent va recalar al Girona FC disputant més de 100 partits i essent un jugador important en l'equip blanc-i-vermell. En el mercat d'estiu de 2012 fitxa pel CE Sabadell.

## Internacional
Va ser convocat en 36 ocasions amb la selecció del seu país disputant 33 partits entre el 2003 i el 2007 i marcant 1 gol.

## Palmarès
| Títol                         | Club         | País    | Any       |
| ----------------------------- | ------------ | ------- | --------- |
| Subcampió de la Copa d'Àfrica | Marroc       | Àfrica  | 2004      |
| Subcampió de la Copa del Rei  | CA Osasuna   | Espanya | 2004-2005 |
| Subcampió UEFA                | RCD Espanyol | Espanya | 2006-2007 |